# Graben (Bruneck)

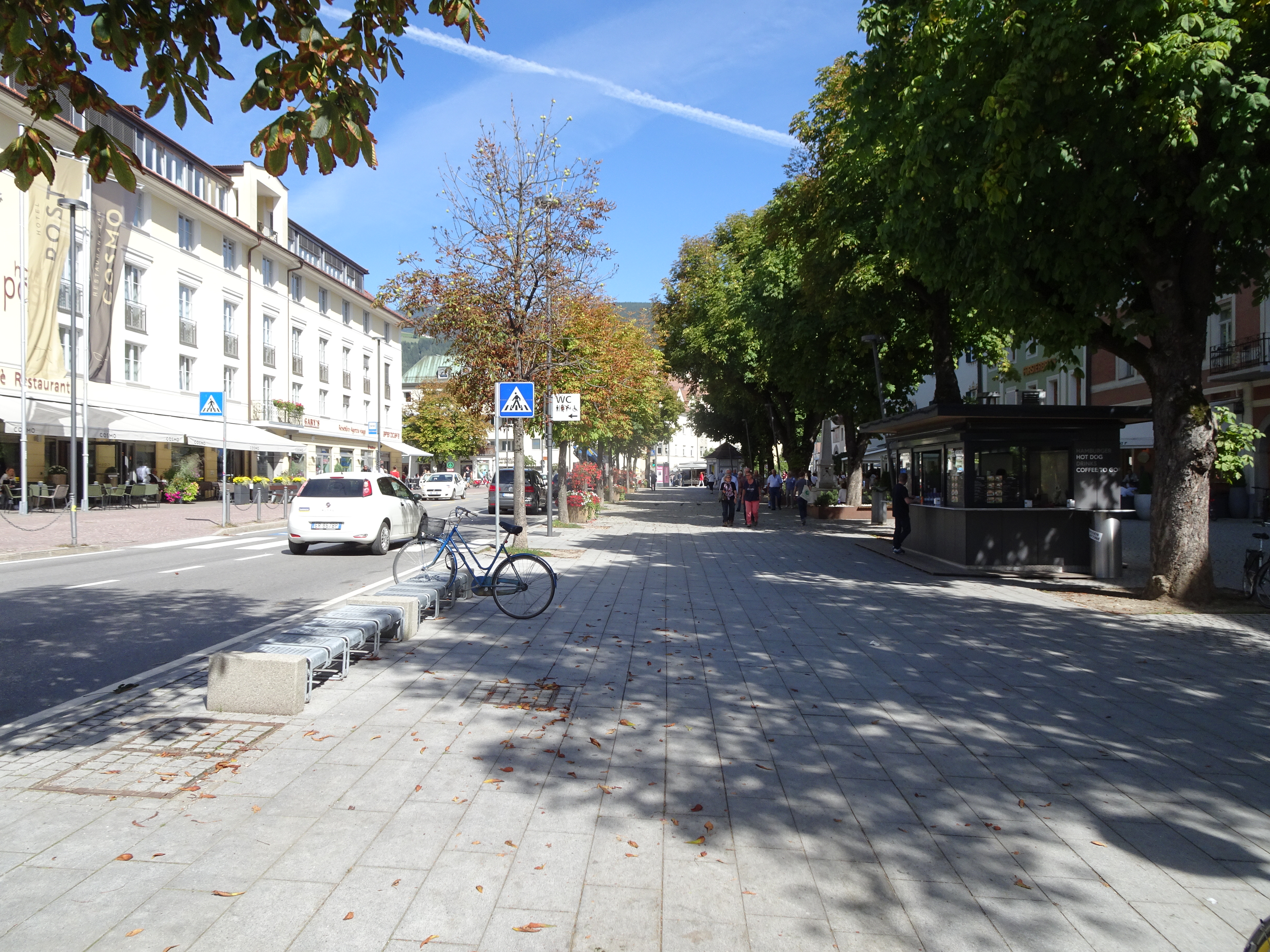
Der „Graben“ in Bruneck von Westen (2019)

Der Graben ist ein breiter Boulevard und eine beliebte Flaniermeile im historischen Zentrum der Südtiroler Stadt Bruneck. Er setzt im Westen die Michael-Pacher-Straße fort und reicht bis zur Rienz im Osten. Bäume säumen die Straße mit ihren breiten Gehwegen. Mehrere Gebäude am Graben stehen unter Denkmalschutz.

## Geschichte

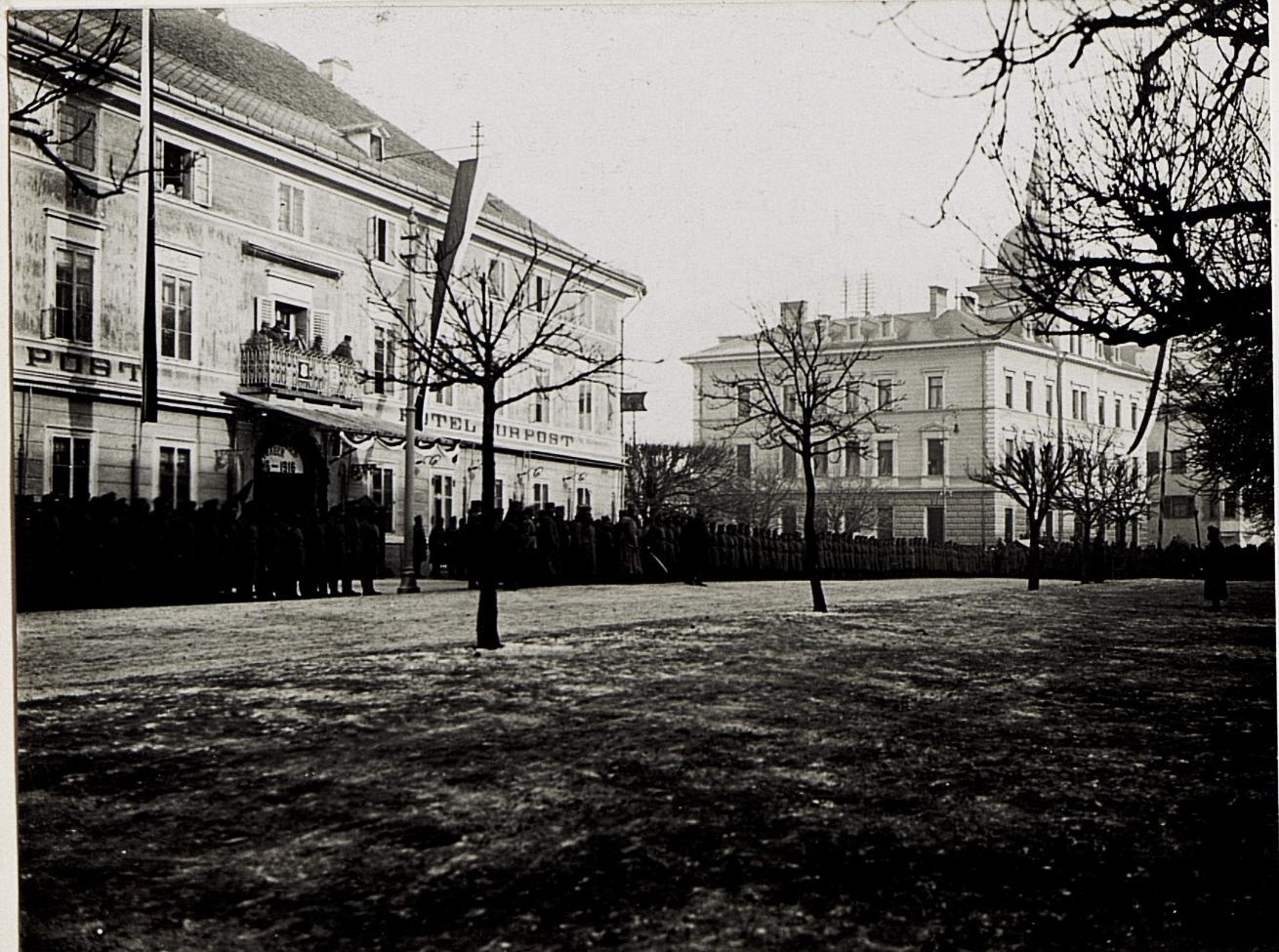
Historische Ansicht des Grabens mit Hotel Post und früherem Rathaus, 1916

Anstelle der heutigen Straße umfasste im Mittelalter ein tatsächlicher Stadtgraben die Befestigungsanlagen der Stadt im Norden, genauer gesagt vom Zwingergraben an der Südseite der Mauer halbkreisförmig bis zur Rienz und weiter zum Unterrainertor im Osten. Von Süden her war die Stadt durch den Schlossberg geschützt. Bei den vier Stadttoren, die heute noch erhalten sind, befanden sich Zugbrücken, mit denen man den Graben überqueren konnte. Der 10 Meter breite und 3 Meter tiefe Untere Graben war mit Wasser gefüllt und wurde an seinen beiden Enden von einem steinernen Trockengraben flankiert. Im Sommer 1830 wurde dieser Graben zugeschüttet und eine breite Allee mit drei Reihen Bäumen angelegt (anfangs Pyramiden-Pappeln (1872), 1909 ist von „dichten Kastanien“ die Rede), die der Bevölkerung zur Erholung und zur Abhaltung von Märkten diente. Mit dieser Maßnahme wurde die bisherige Enge der Altstadt gelockert, und in der Folge entstanden entlang der neuen Straße großzügige Gebäude; die Stadt weitete sich nach Norden hin.
Schon bald nach der Zuschüttung genoss der dadurch entstandene Platz große Beliebtheit. 1844 wird er wie folgt beschrieben:

„Das nördliche Thor [Florianitor] […] führt […] links auf den hübschen, mit schlanken Pappelbäumen besetzten Stadtgraben-Platz, eine erst in der neuern Zeit aus den Pfützen des ehemaligen Stadtgrabens hervorgegangene Metamorphose. Er ist die frequenteste Lustwandelbahn des Stadtvölkchens an heitern Sommerabenden, und dient auch sehr zweckmäßig zur Abhaltung der zahlreichen Märkte.“

Während die südliche Seite des Grabens aus historischer Bausubstanz der Altstadt besteht, stammen die Gebäude der nördlichen Straßenseite vom Ende des 19. Jahrhunderts und auch aus dem 20. Jahrhundert. Letztere sind groß dimensioniert, haben repräsentativen Charakter und zwischen ihnen öffnen sich die großen Plätze, wie Rathausplatz und Gilm-Platz. Diente der Boulevard einst auch Aufmärschen, so herrscht heute buntes Treiben durch zahlreiche Gaststätten, Kaffeehäuser und Geschäftslokale.

## Bauwerke

### Eduard-von-Grebmer-Denkmal
Die südliche Seite des Grabens besteht aus einem breiten Streifen an Gehwegen und Alleebäumen. Im Winter findet hier ein beliebter Weihnachtsmarkt statt. Gleich am Beginn im Westen steht das Denkmal für den liberalen Brunecker Politiker Eduard von Grebmer zu Wolfsthurn. Er war mehrmals Bürgermeister der Stadt, Reichsratsabgeordneter und Landeshauptmann von Tirol. Wegen seiner Verdienste fasste der Bürgerausschuss gleich nach seinem Tod 1875 den Beschluss, ihm ein Denkmal zu errichten. Ausgeführt wurde es vom Tiroler Bildhauer Johann Silbernagl. Es zeigt die Büste Grebmers auf mehrfach abgestuftem Fundament. Das Denkmal wurde 1878 eingeweiht.

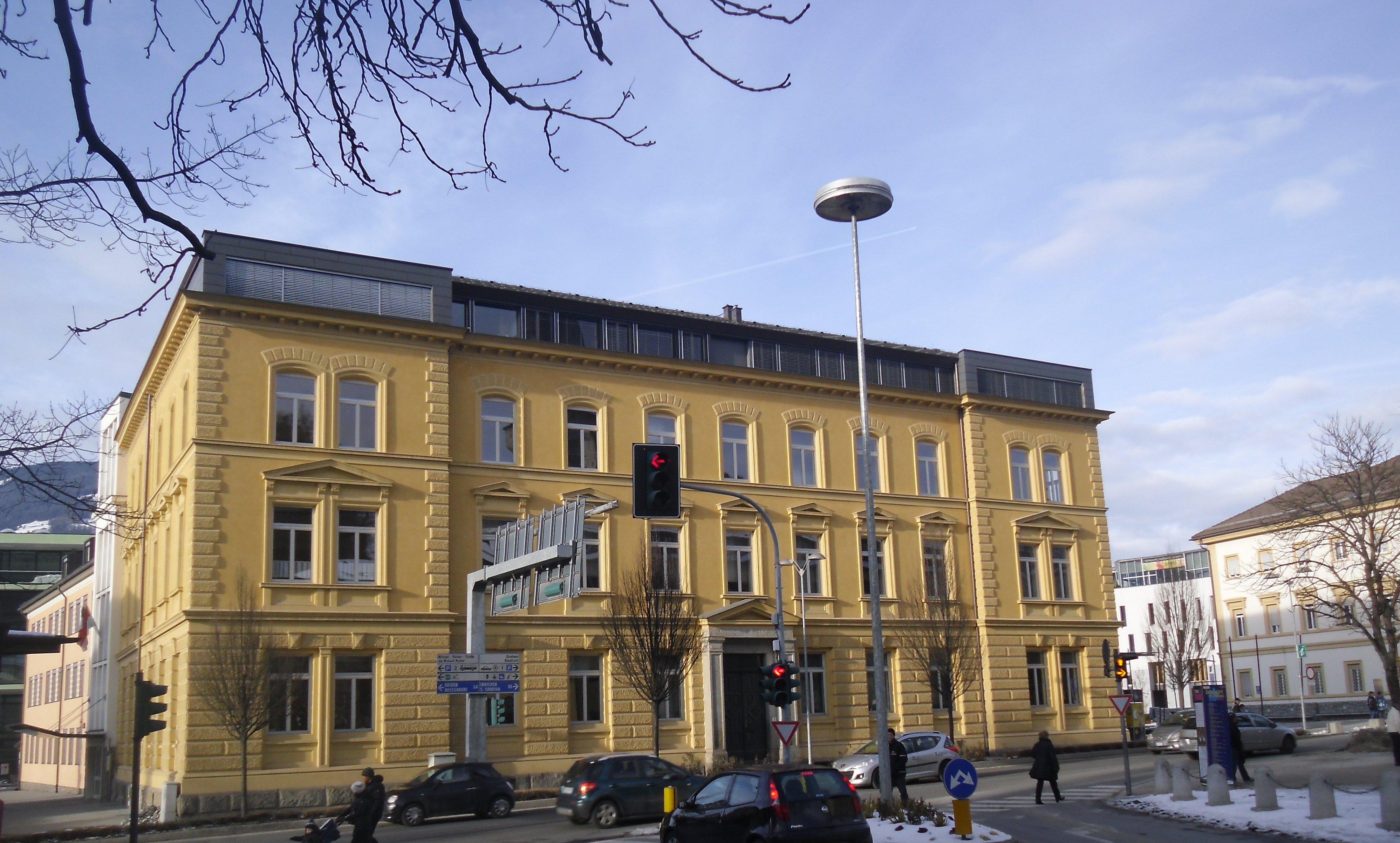
Karl-Meusburger-Schule

### Nr. 1: Karl-Meusburger-Schule
Das repräsentative Gebäude im historistischen Stil wurde 1877 errichtet. Es wurde als Schulgebäude für die Knabenschule bzw. Realschule konzipiert. Später wurde es zahlreichen anderen Zwecken zugeführt, es diente zwischen 1918 und 1933 als Rathaus, danach einer Sparkasse und dem städtischen Museum als Standort und ist heute unter dem Namen Karl Meusburger eine Mittelschule. Es bildet einen ganzen Häuserblock und liegt zwischen Enrico-Fermi-Straße und dem Rathausplatz; der Tourismusverein Bruneck unterhält hier an der Rathausplatzseite eine Touristeninformation.
Beim Gebäude handelt es sich um einen dreigeschossigen Bau mit Walmdach. Die Fassade gliedert sich durch ein rustiziertes Erdgeschoss mit von Pfeilern flankiertem, steingerahmtem Rechtecktor, Seitenrisaliten mit Eckquaderung und Reihen von giebelverdachten gerahmten Fenstern, wobei es sich bei jenen an den Risaliten um Doppelbogenfenster handelt. Im Inneren befinden sich kreuzgratgewölbte und flachbogengewölbte Gänge; beachtenswert sind die Granittreppen mit Balustraden.

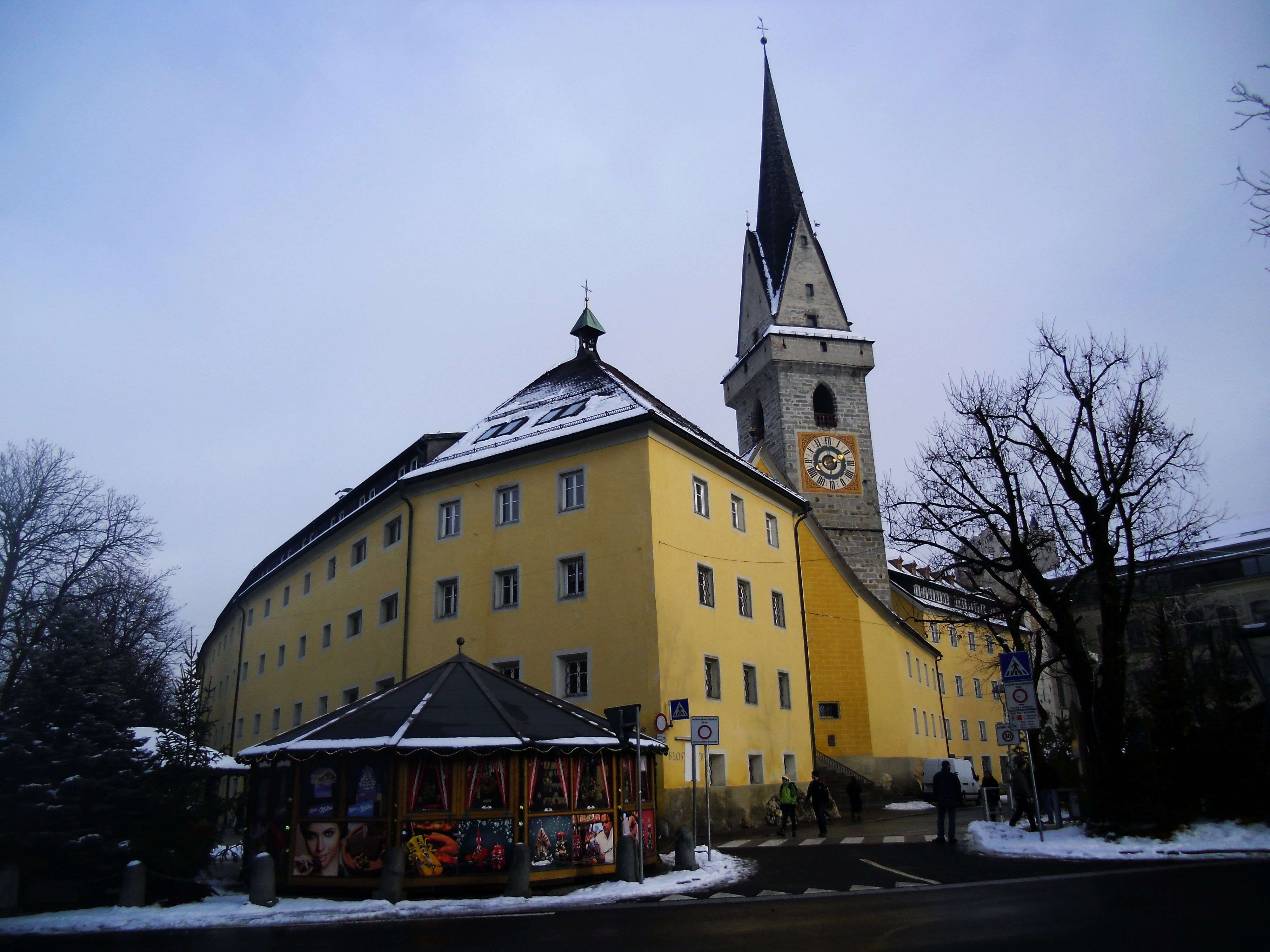
Westlicher Beginn des Grabens mit Ursulinenkloster

- Eintrag im Monumentbrowser auf der Website des Südtiroler Landesdenkmalamts

### Nr. 2: Ursulinenkloster
Über eine relativ lange Zeit bildete das direkt auf einem Granitfelsen errichtete, den Verlauf der ehemaligen nordwestlichen Stadtmauer aufgreifende Ursulinenkloster die nördliche Begrenzung des Grabens. Das im 18. Jahrhundert erbaute Kloster an Graben und Stadtgasse weist regelmäßige Fensterreihen auf vier Geschoßen auf; über der Eingangstür befindet sich die Jahreszahl 1744. Fürstenzimmer und Refektorium zeichnen sich durch Stuckdecken aus. Der Klosterhof mit einem Loggiengang auf Pfeilern umschließt einen Zier- und Gemüsegarten. Im Kloster befinden sich ein Mädchen- und Schülerheim für Schülerinnen aller Oberstufenrichtungen und eine Mittelschule mit Tagesheim.

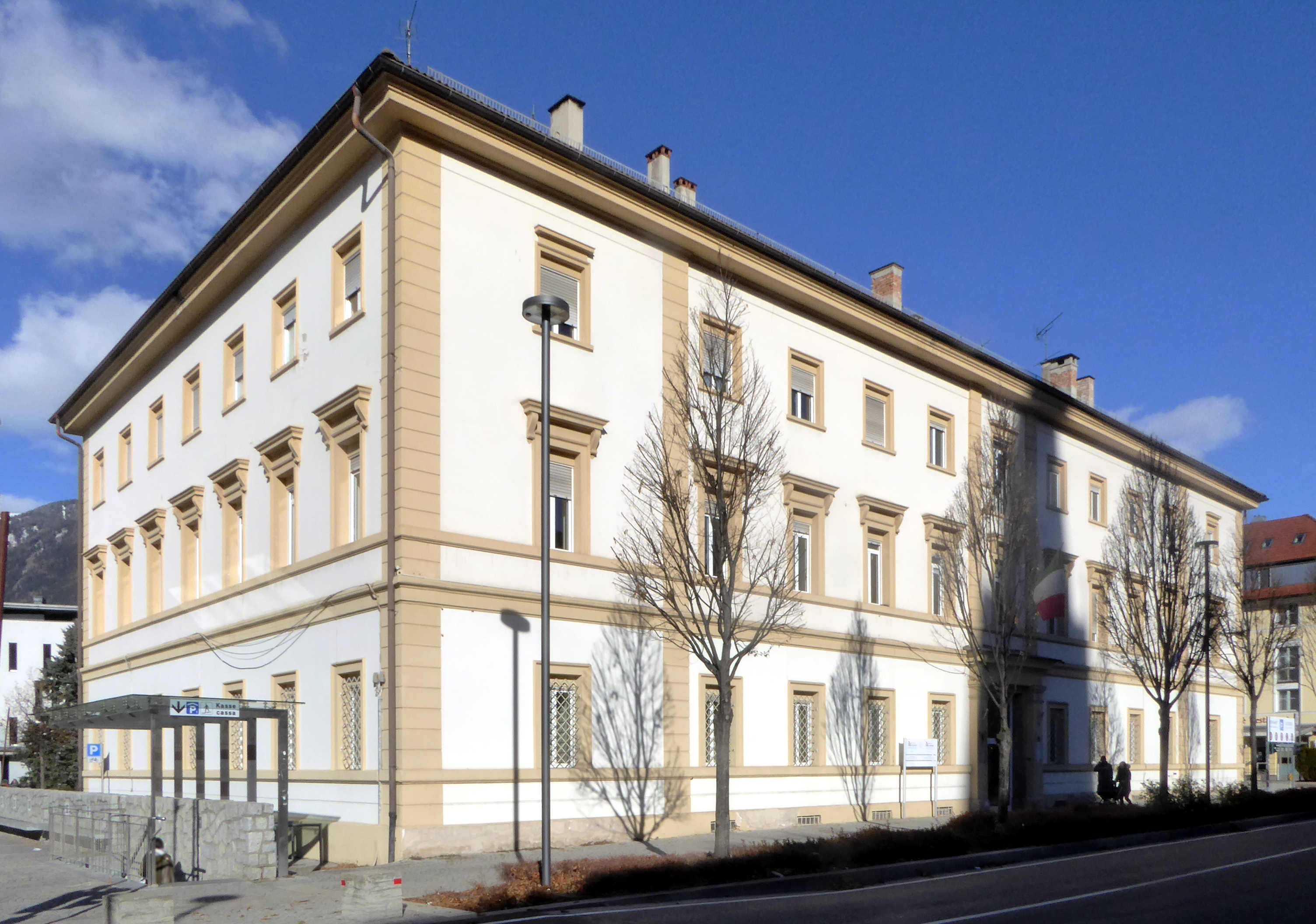
Gerichtsgebäude, Graben Nr. 6

- Eintrag im Monumentbrowser auf der Website des Südtiroler Landesdenkmalamts

### Nr. 6: Gerichtsgebäude
Das heutige Friedensgericht wurde 1847 als Kreisamtsgebäude errichtet. Es liegt nach allen Seiten hin freistehend zwischen Rathausplatz und Europastraße. Die repräsentative Fassade besteht aus regelmäßigen Fensterreihen (die Fenster gerahmt und gerade verdacht) und einem mittigen, steingerahmten Portal. Eckquader, Gesimse und Pilaster gliedern die Front zusätzlich. Im Inneren befinden sich kreuzgratgewölbte Gänge mit Gurtbogen; im Erdgeschoss findet man gewölbte Räume. Im Haus befindet sich außer dem Gericht auch die Agentur der Einnahmen, ein Steueramt.
- Eintrag im Monumentbrowser auf der Website des Südtiroler Landesdenkmalamts

### Nr. 9: Hotel Post
Die Leiterin der Posthalterei Maria Elisabeth von Grebmer verkaufte das Gasthaus zum Löwen (die alte Post) und erbaute 1850 das Hotel Neue Post am damaligen Alleeplatz. Das Gebäude liegt zwischen Europastraße und Gilmplatz. 2004 wurde es umfassend erneuert.

### Nr. 19: Ehemaliges Rathaus
An der Stelle der Steger Wagenhütte wurde 1890 das Postgebäude im historistischen Neorenaissancestil mit markantem Kuppeltürmchen errichtet. Ab 1933 war hier auch das Rathaus untergebracht. Das repräsentative historische Gebäude wurde 1966 abgerissen und an seiner Stelle der Neubau der Bank für Trient und Bozen errichtet.

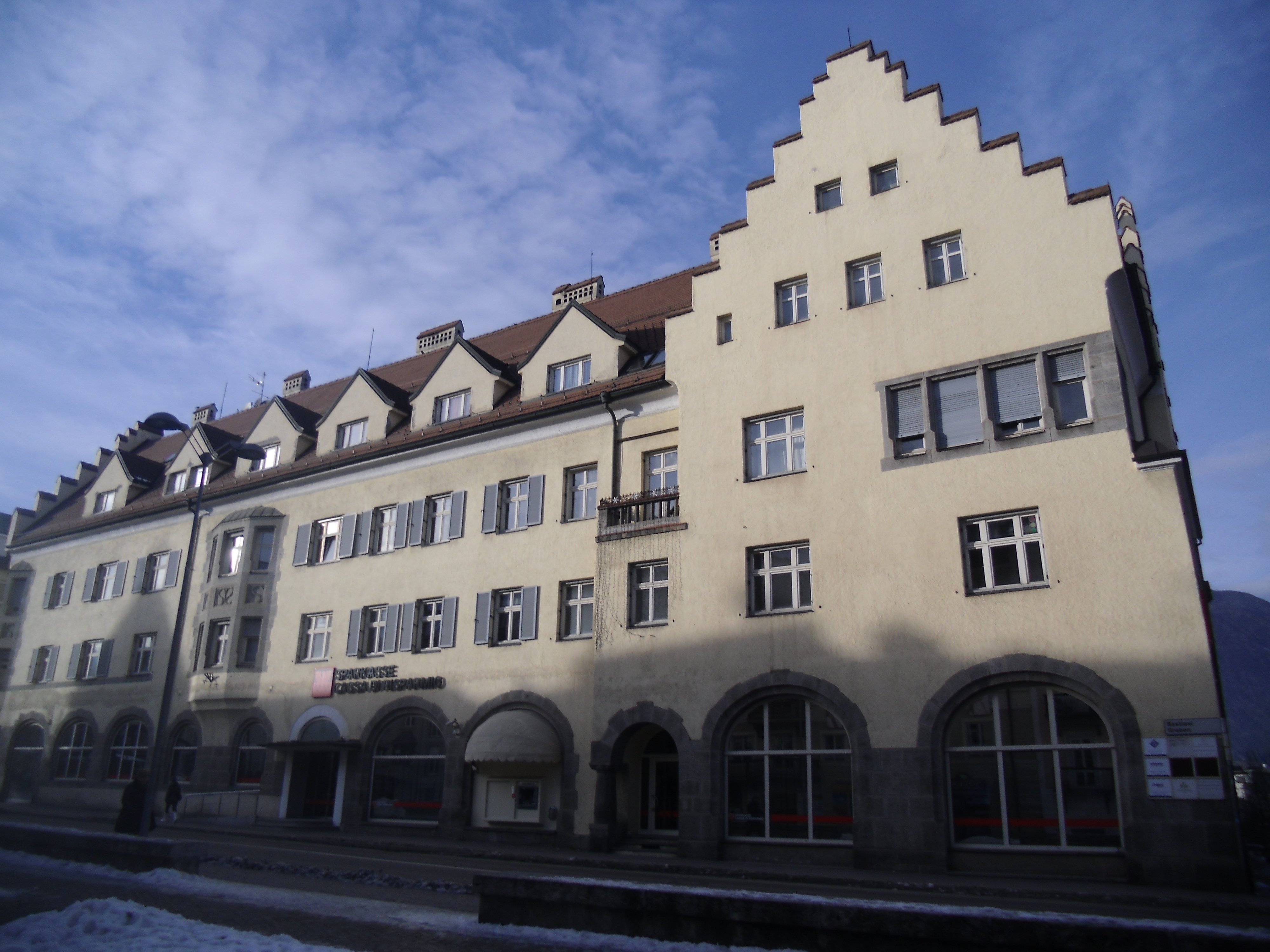
Sparkassengebäude, Graben Nr. 21

### Nr. 21: Sparkassengebäude
Um 1909 wurde nach Plänen des Meraner Architekten Carl Lun das große Gebäude für die Stadtsparkasse Bruneck erbaut. Das sehr langgestreckte Bauwerk ist zugleich das letzte an der Nordseite des Grabens und reicht bis an die Rienzbrücke. Es dient auch heute noch als Sparkassengebäude. An dem in historistischem Stil gestalteten Gebäude fällt vor allem der Eckrisalit mit Stufengiebel auf. In der Sockelzone sind alle rundbogigen Fenster und Türen in Granit gerahmt, an der Dachzone sieht man abgetreppte Giebel. An der Fassade befinden sich zweigeschossige Erker.

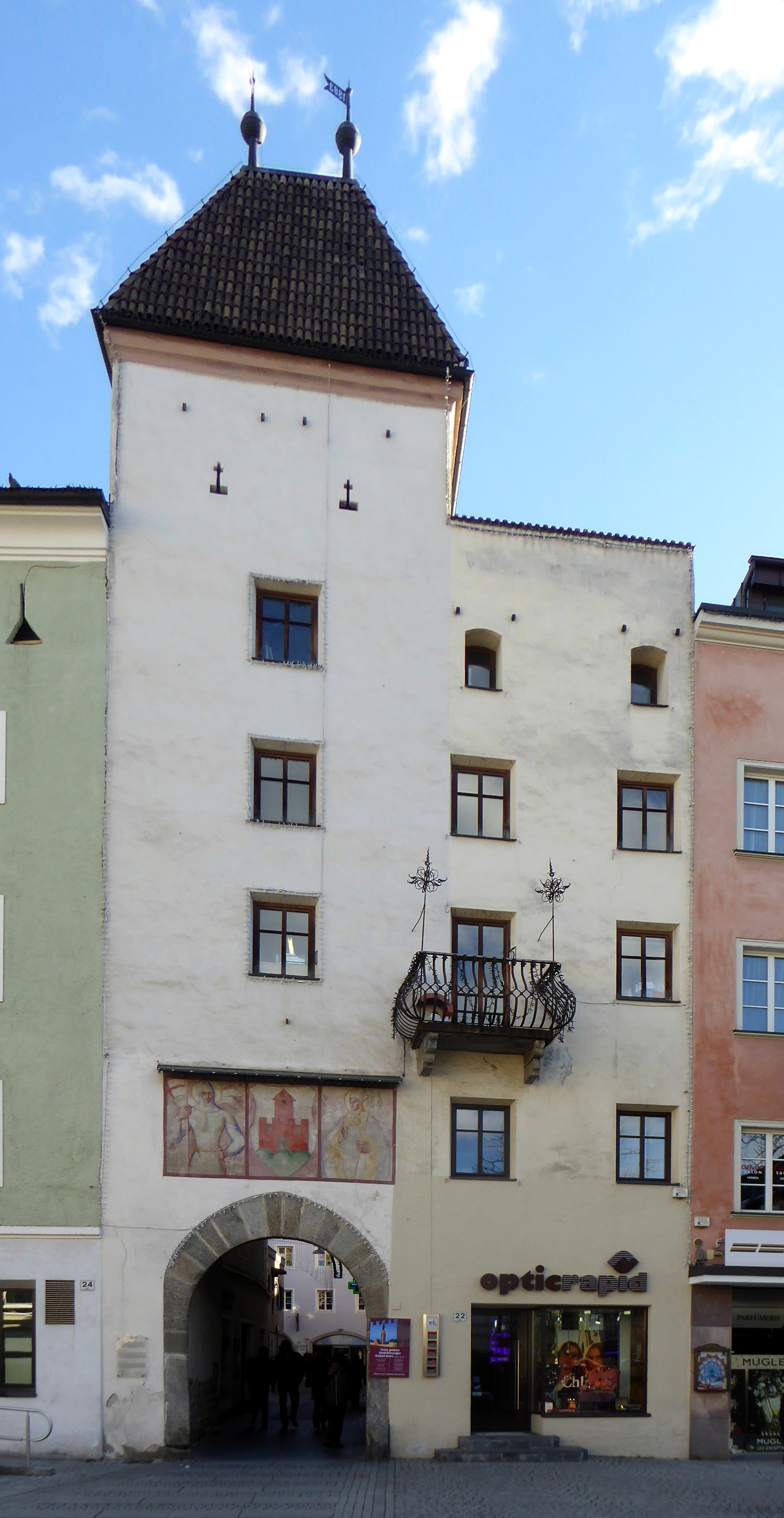
Florianitor

- Eintrag im Monumentbrowser auf der Website des Südtiroler Landesdenkmalamts

### Nr. 22: Florianitor
Das Florianitor ist eines der vier historischen Stadttore der Stadt Bruneck. Über die Florianigasse dahinter gelangt man zur Stadtgasse. Der dreigeschossige Torturm besitzt eine rundbogige Durchfahrt. Fensteröffnungen und Schlüsselscharten sind im Originalzustand. An der Nordseite zum Graben befindet sich über der Durchfahrt ein Wandgemälde von Rudolf Stolz. Am westlich anschließenden Haus (früher Schlipfwirt und Schlipfturm) ist ein Balkon mit ausgebauchtem, schmiedeeisernem Geländer zu sehen. Rudolf Stolz hat im Inneren dieses Hauses ein Deckengemälde gestaltet.
- Eintrag im Monumentbrowser auf der Website des Südtiroler Landesdenkmalamts

### Nr. 24: Ehemaliger Gasthof Goldener Stern
Die Fassade des Gebäudes entspricht der mittelalterlichen Stadtmauer; man sieht noch die originalen Schießscharten unter dem Dach. Das spätmittelalterliche Stadthaus besitzt im Inneren einen gewölbten Keller.
- Eintrag im Monumentbrowser auf der Website des Südtiroler Landesdenkmalamts

### Nr. 30: Ehemaliges Wohnhaus von Josef Bachlechner
Die Fassade des Hauses zeigt gemalte Fensterrahmungen und einen Balkon mit gebauchtem, schmiedeeisernem Geländer. An der Rückseite in der Hintergasse sind ein Verandavorbau und eine steingerahmte Rechtecktür mit Oberlichte zu sehen. Im Inneren befinden sich gewölbte Kellerräume und ein gewölbter Hausgang. In dem Haus wohnte der Maler Josef Bachlechner der Ältere.
- Eintrag im Monumentbrowser auf der Website des Südtiroler Landesdenkmalamts

### Nr. 32
Das an die Stadtmauer angebaute Haus besitzt in der Sockelzone tiefe Fensterlaibungen. Die auffälligen Holzbalkone mit Aussägearbeiten stammen aus der Zeit um 1900. Im Inneren befinden sich gewölbte Räume. Ein Verbindungsgang führt von hier über die Hintergasse zur Stadtgasse.

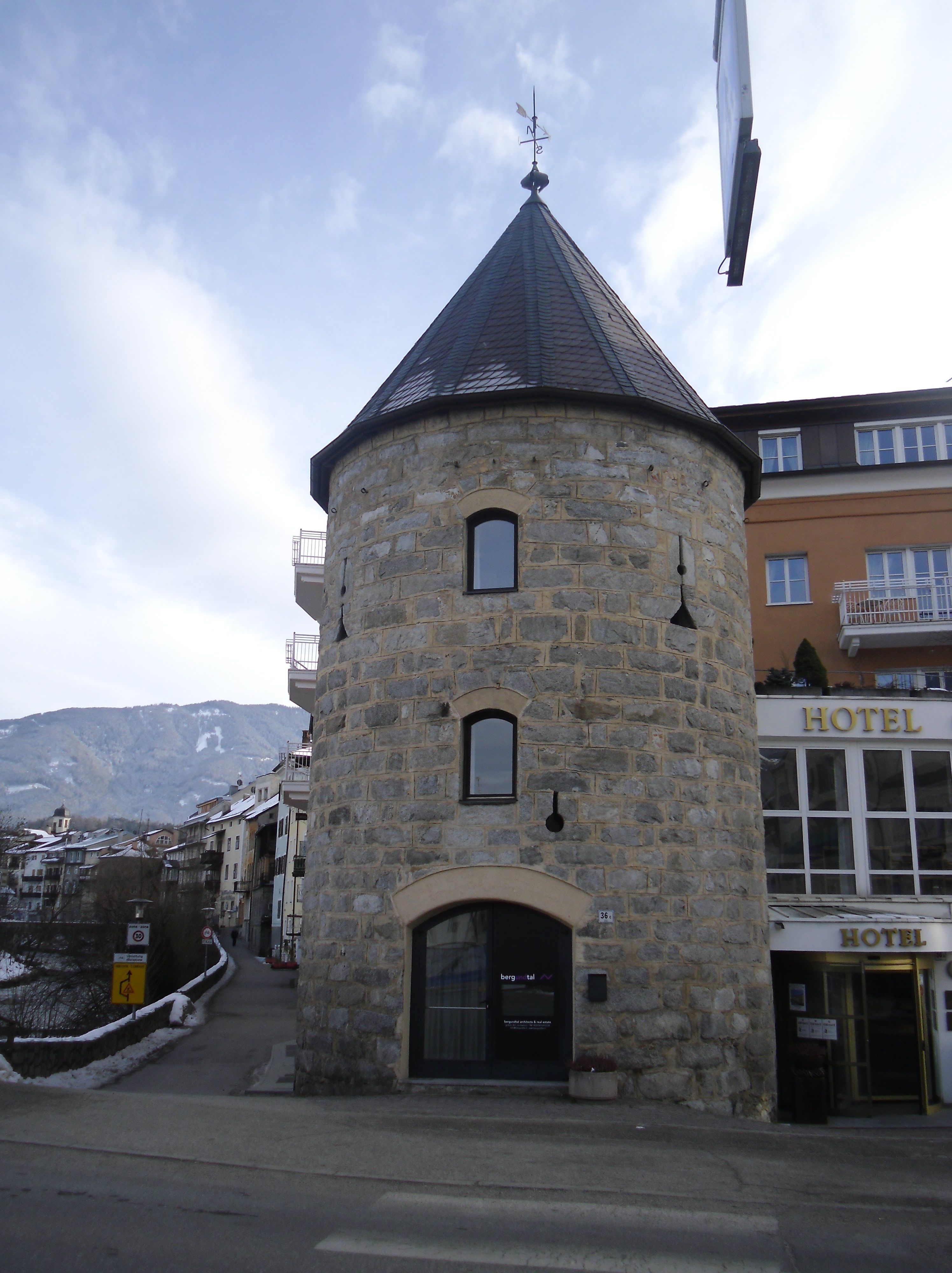
Pulverturm

- Eintrag im Monumentbrowser auf der Website des Südtiroler Landesdenkmalamts

### Nr. 34
Dieses ebenfalls an die Stadtmauer angebaute dreigeschossige Haus besitzt Fenster mit Ohrenrahmung. Im Erdgeschoss gibt es einen gewölbten Raum und ein Zimmer mit Stuckdecke. Im ersten Stock finden sich Kreuzgratgewölbe.
- Eintrag im Monumentbrowser auf der Website des Südtiroler Landesdenkmalamts

### Nr. 36c: Pulverturm
Am Ende des Grabens vor dem Ufer der Rienz steht der Pulverturm, der einst der nordöstliche Eckturm der Stadtbefestigung war. Er ist durch ein Kegeldach auf rundem Grundriss gekennzeichnet und präsentiert sich in Sichtmauerwerk mit originalen Lichtöffnungen. Flachbogenfenster und Balkone stellen spätere Veränderungen dar.
- Eintrag im Monumentbrowser auf der Website des Südtiroler Landesdenkmalamts